# 武田五一
武田 五一（たけだ ごいち、1872年12月15日〈明治5年11月15日〉 - 1938年〈昭和13年〉2月5日）は、日本の建築家・建築学者。京都帝国大学建築学科創設者で、関西建築界の父といわれる。アメリカの著名建築家フランク・ロイド・ライトを日本に紹介した人物でもある。

## 評価
備後福山（現・広島県福山市）出身。「関西建築界の父」とも言われる日本の建築家。ヨーロッパ留学で影響を受けたアール・ヌーボー、セセッションなど、新しいデザインを日本に紹介した建築家とも言われる。建築以外にも工芸や図案・テキスタイルデザインなども手掛けた。自身の作品のみならず、京都高等工芸学校（現・京都工芸繊維大学）図案科や京都帝国大学（現・京都大学）に工学部建築学科を創立し向井寛三郎・瀧本義一など多くの後進を育成した。また、神戸高等工業学校（現・神戸大学工学部）の設立にも関与。この他「新建築」創刊も指導した。フランク・ロイド・ライトとも親交があり、国会議事堂建設をはじめ多くのプロジェクトに関与している。法隆寺、平等院などの古建築修復にも関わりが深い。

## 年譜
- 1872年（明治5年）元備後福山藩士で司法官の父・武田平之助（直行）と母・八重の間の1男第5子として出生
- 1894年（明治27年）京都第三高等中学校本科卒業。帝国大学工科大学造家学科入学。
- 1897年（明治30年）東京帝国大学工科大学造家学科卒業（同期には関西工学専修学校/現大阪工業大学初代校長・理事長で、日本建築協会会長を30年務めるなど関西建築界の重鎮で知られる片岡安がいる）。卒業論文は「茶室の沿革」。同大大学院に進学。在学中から妻木頼黄の下で旧日本勧業銀行本店の設計補助、伊東忠太と台湾神宮の共同設計を行う
- 1899年（明治32年）大学院を中退し、東大助教授就任。東京高等師範学校講師嘱託。東京美術学校教官（建築装飾史・用器画法担当）。
- 1901年（明治34年）文部省より命ぜられ図案学研究のためヨーロッパ留学。ロンドンのカムデン美術学校で学んだ後、ヨーロッパ各地を巡る。（1903年まで）
- 1903年（明治36年）帰国、京都高等工芸学校（現・京都工芸繊維大学）図案科教授
- 1904年（明治37年）京都府技師を兼任。平等院鳳凰堂・鹿苑寺金閣の保存に携わる
- 1908年（明治41年）大蔵省臨時建築部技師を兼任。議院建築のため欧米視察
- 1912年（明治45年）パナマ太平洋万国博覧会事務取扱嘱託
- 1915年（大正4年）工学博士[6]
- 1916年（大正5年）法隆寺壁画保存法調査委員嘱託
- 1918年（大正7年）名古屋高等工業学校（現・名古屋工業大学）校長
- 1920年（大正9年）京都帝国大学建築学科教授（1932年まで）
- 1925年（大正14年）大蔵省営繕管財局技師兼任
- 1929年（昭和4年）より2年間、営繕課長事務取扱として学内建築物造営に関与
- 1934年（昭和9年）法隆寺国宝保存工事事務所長
- 1938年（昭和13年）逝去、享年67

## 親族
- 父親の武田直行は、東京西片（現・東京都文京区西片）にあった備後福山藩主・阿部家の中屋敷で生まれ、明治維新後福山藩権大参事公議人を経て兵庫県警部として神戸へ赴任、神戸・姫路裁判所、岐阜始審裁判所、高知始審裁判所で検事を、広島始審裁判所、三次区裁判所で判事等を務めたのち司法省を退官、1912年（明治 45年）に73歳で没した[7][8]。妻・八重との間に二男七女をもうけ、5番目に生まれた長男に、五大州で一番の人間になってほしいという願いも込めて五一と名づけた[8]。
- 先妻は阪田貞一の長女やす[7]。のちに後妻・琴を迎える[9]。
- 長男・武田直秀は機械工学を専攻し、北海道大学教授ののち北海道科学大学初代学長を務めた[8][10]。その妻・武子は大阪市長關一の次女[9]。次男・武田英吉は土木工学専攻で神戸高等商業学校（現、神戸大学）教授に、三男の飯田猛夫は建築技師となった[8]。
- 義弟（妻やすの妹の夫）に鈴木重禮（農学博士・東北帝国大学農科大学教授）と建築家の咲壽栄一がおり、その親戚筋に早川種三がいる。

## 栄典
- 1915年（大正4年）11月29日 - 勲四等瑞宝章[11]

## 主な作品

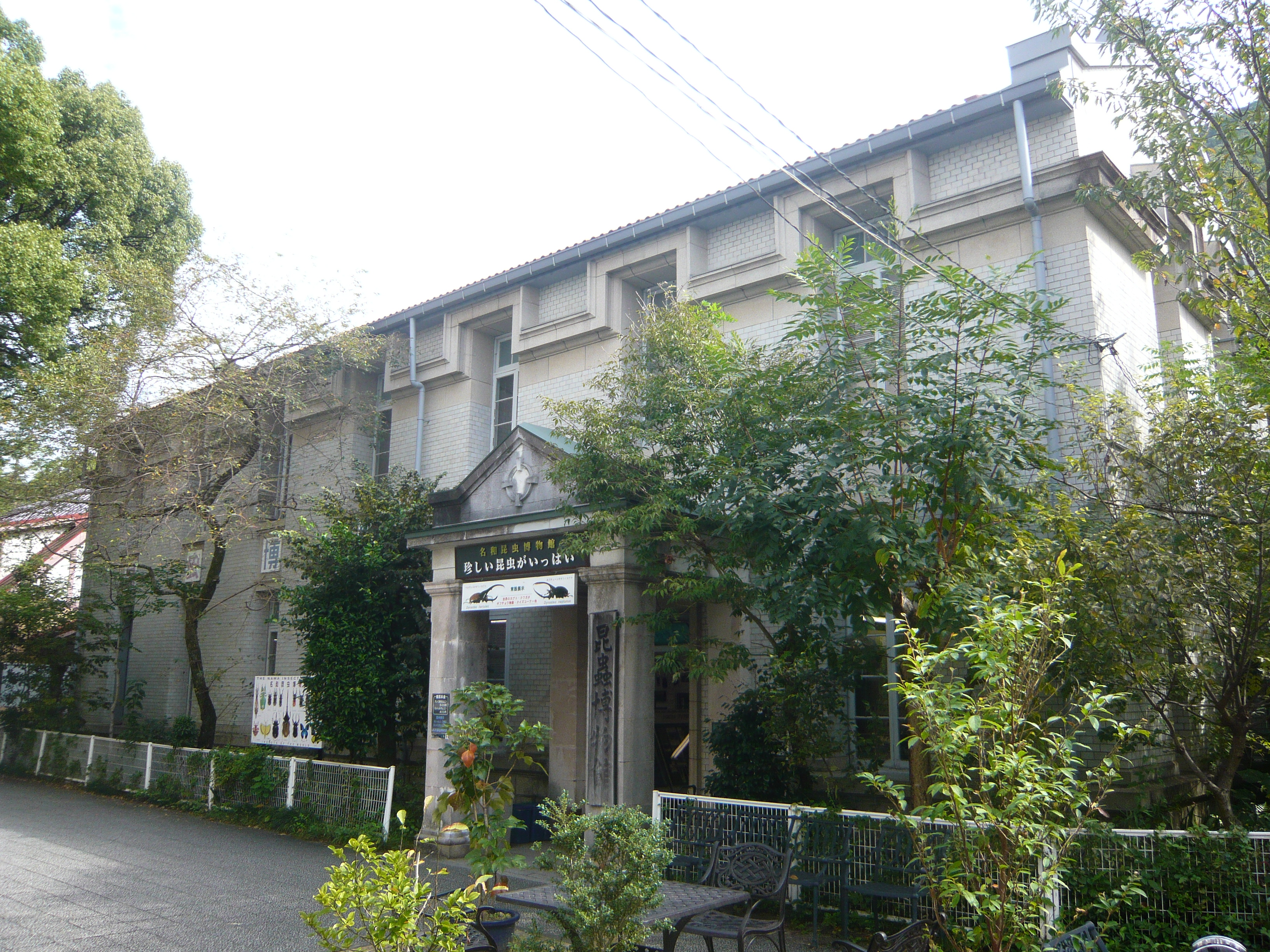
1907年 名和昆虫博物館（岐阜市）

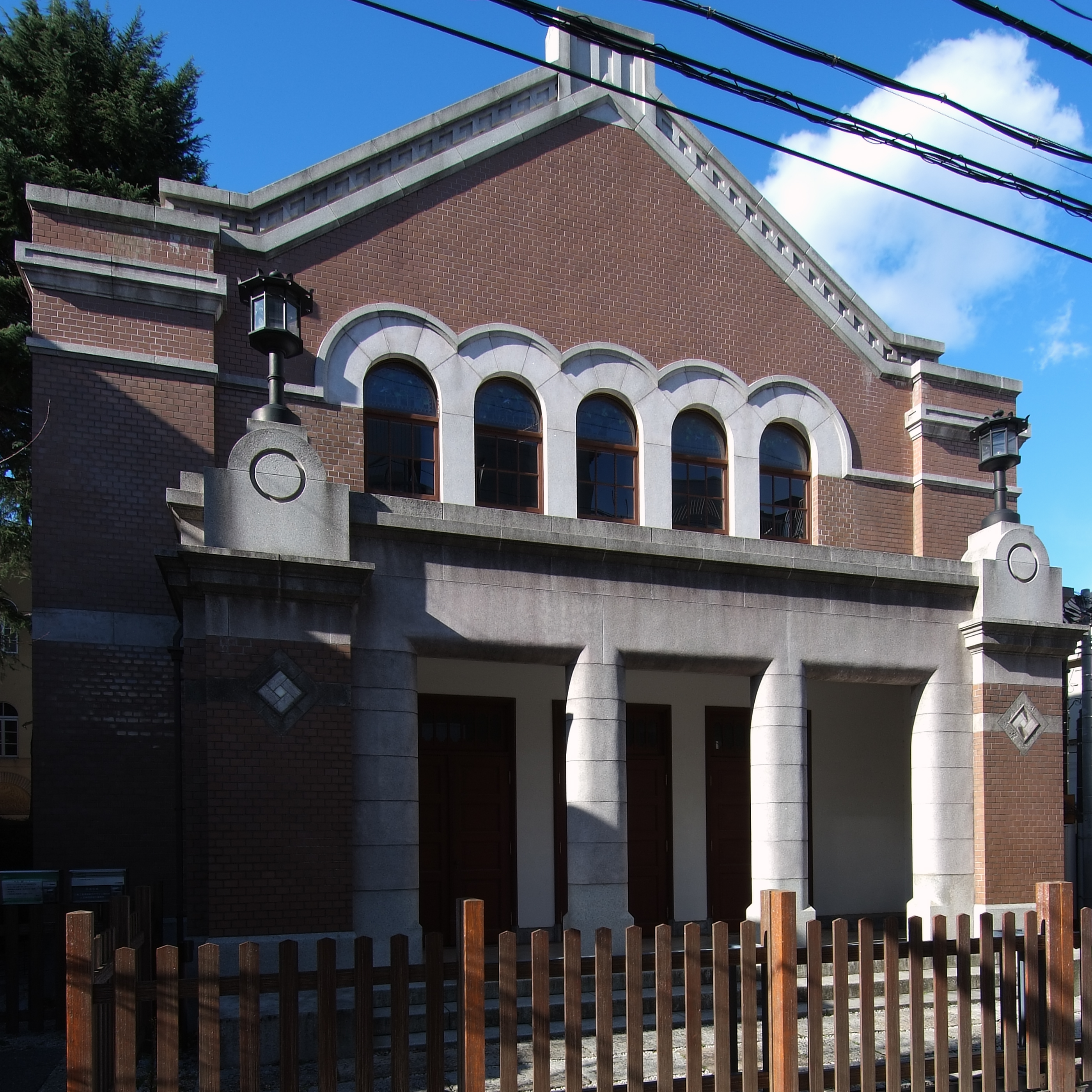
1907年 求道会館

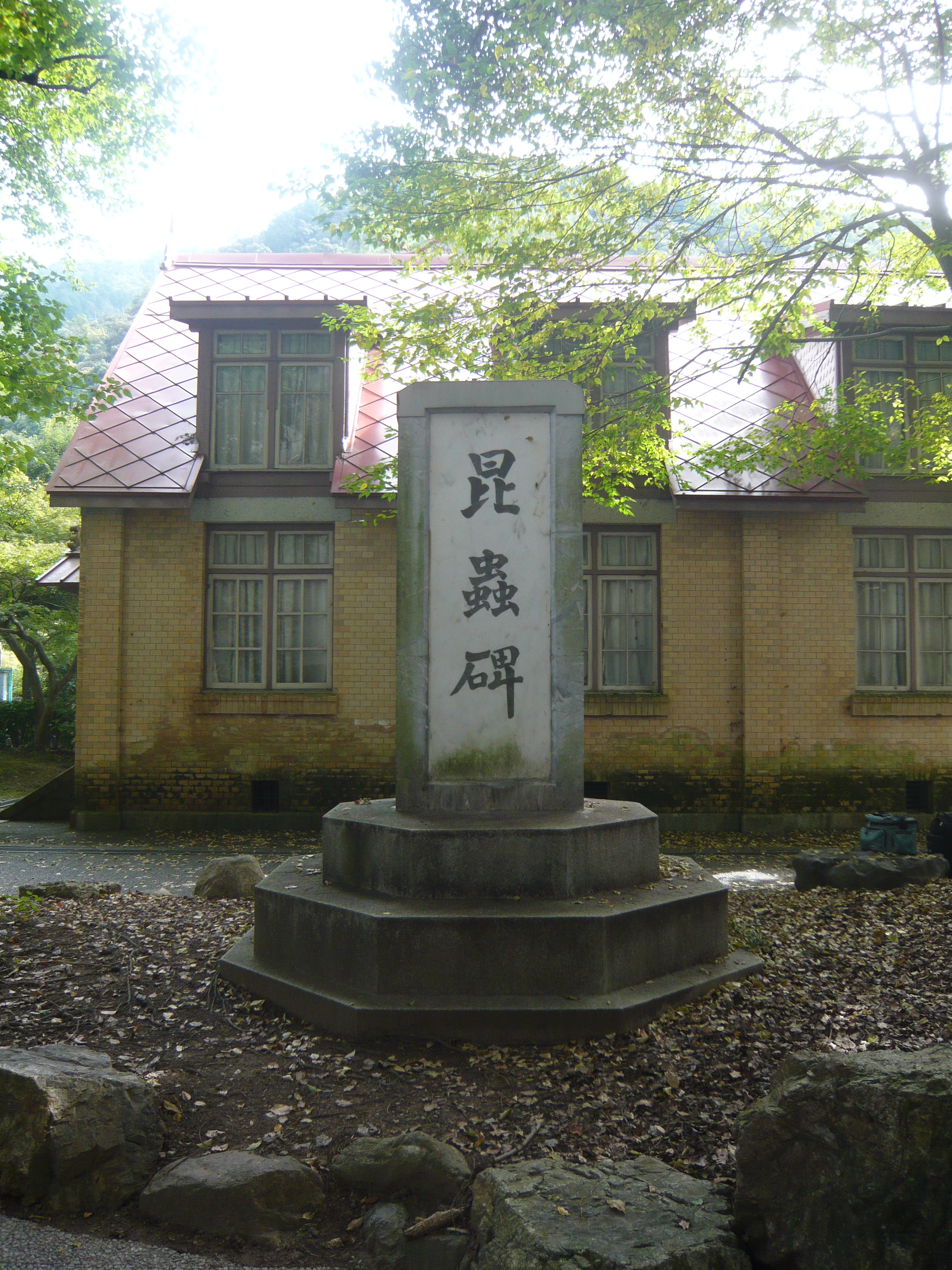
1919年 昆虫碑（岐阜市）

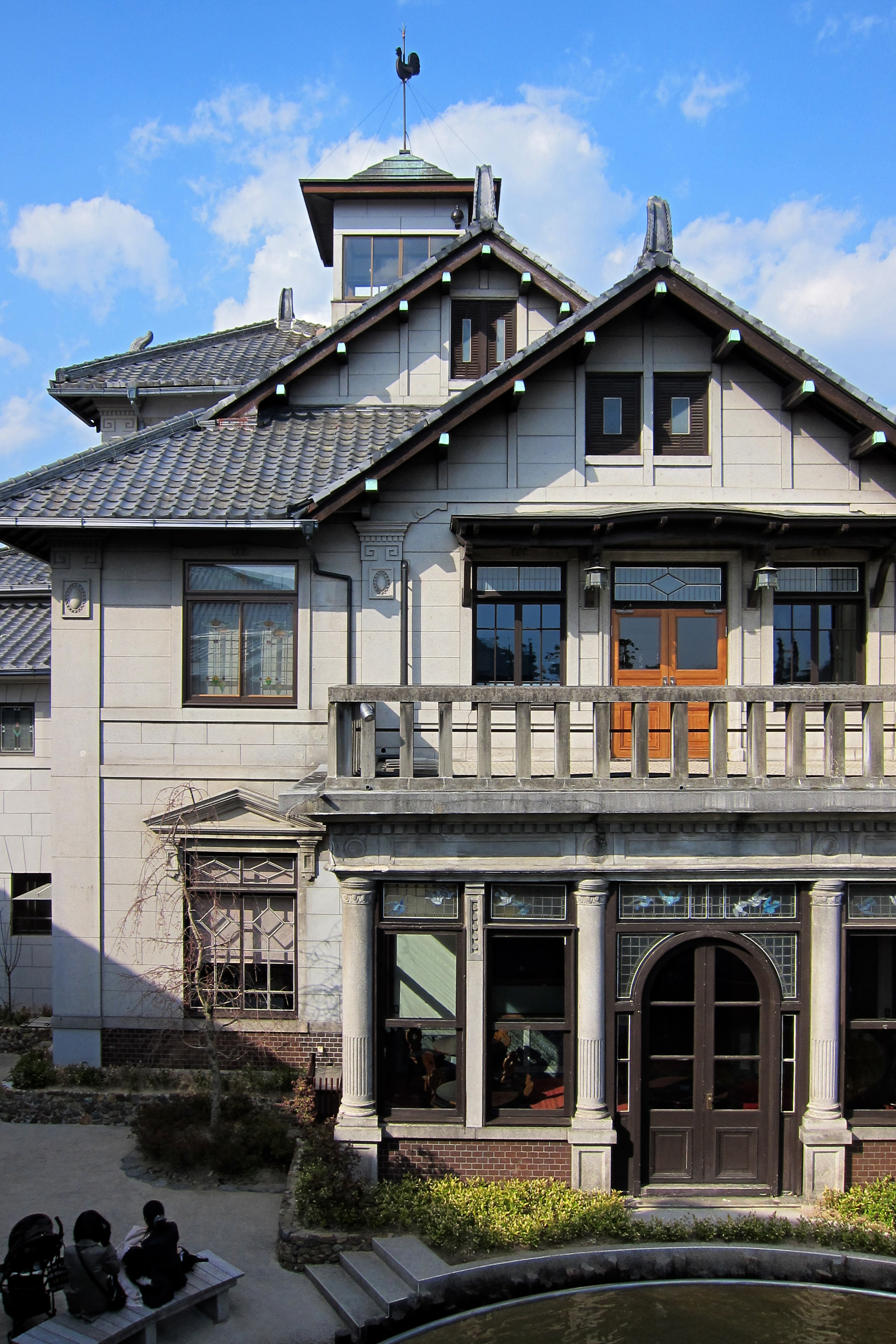
1921年 五龍閣（京都市）

1933年 大阪市高速電気軌道標識

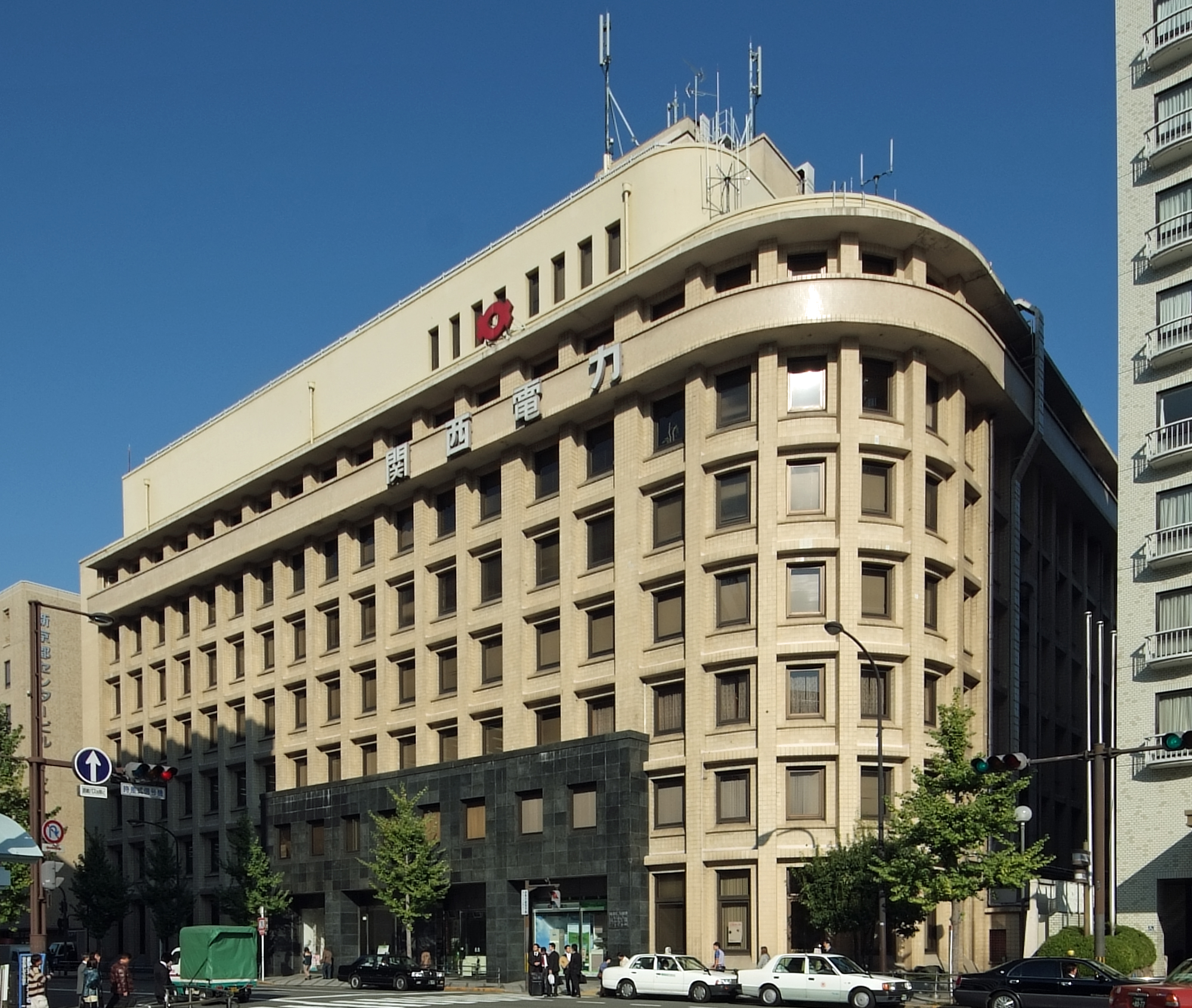
1937年 関西電力京都支店

村松貞次郎(著)『日本建築家山脈』（鹿島出版会;1965年、復刻版は2005年）には、武田は生涯166件の作品・デザインを遺したとしており、その内訳を住宅36件、公館・会館15件、銀行・商社30件、その他社寺11件、博覧会場・公園10件、記念碑16件、橋梁20件、都市計画的なもの19件、共同浴場2件としている。
| 名称                                                 | 年     | 所在地               | 状態         | 指定                 | 備考 |
| ---------------------------------------------------- | ------ | -------------------- | ------------ | -------------------- | --- |
| 旧日本勧業銀行本店                                   | 1899年 | 千葉市稲毛区         | 移築         | 登録有形文化財       | 現・千葉トヨペット本社。妻木頼黄の設計補助                                                                                 |
| 台湾神社                                             | 1899年 | 台湾                 |              |                      | 伊藤忠太の設計補助 |
| 阪田邸内記念館                                       | 1904年 | 東京                 |              |                      | |
| 京都電鉄株式会社                                     | 1904年 | 京都市               |              |                      | |
| 金閣寺と平等院鳳凰堂修理工事                         | 1904年 | 京都市               |              |                      | ~1907年まで |
| 福島行信邸                                           | 1905年 | 東京都港区           | 現存せず     |                      | 施主は実業家 |
| 関西美術院                                           | 1906年 | 京都市左京区         |              |                      | |
| 園部公園忠魂碑                                       | 1906年 | 京都市               |              |                      | |
| 名和昆虫研究所記念館                                 | 1907年 | 岐阜県岐阜市         |              |                      | |
| 清野勇邸                                             | 1907年 | 京都市               |              |                      | 施主は医学者清野謙次の父                                                                                                   |
| 隆範大僧正頌徳碑                                     | 1907年 | 京都市               |              |                      | |
| 富山県会議事堂                                       | 1909年 | 富山県富山市         | 現存せず     |                      | |
| 京都府記念図書館                                     | 1909年 | 京都市左京区         |              |                      | |
| 京都市商品陳列所                                     | 1910年 | 京都市左京区         | 現存せず     |                      | |
| 同志社女学校静和館                                   | 1911年 | 京都市上京区         | 現存せず     |                      | |
| 伊藤博文公銅像台座                                   | 1911年 | 神戸市               |              |                      | 台座の意匠が吉武東里により国会議事堂の外観に採り入れられたという鈴木博之の説がある。                                       |
| 木下廣次総長 銅像台座                                | 1912年 | 京都市               |              |                      | |
| 芝川又右衛門邸                                       | 1912年 | 愛知県犬山市         | 移築         |                      | 西宮市から明治村へ移築 |
| 円山公園                                             | 1912年 | 京都市東山区         |              |                      | |
| 同志社女子大学ジェームス館                           | 1913年 | 京都市上京区         |              | 登録有形文化財       | |
| 二條橋                                               | 1913年 | 京都市               |              |                      | |
| 武田家墓碑                                           | 1913年 | 東京                 |              |                      | |
| 京都帝国大学文学部陳列館                             | 1914年 | 京都市               |              |                      | |
| 中瀬古研究所                                         | 1914年 | 京都市               |              |                      | |
| 京阪電鉄株式会社本社                                 | 1914年 | 大阪市               |              |                      | |
| 旧松風嘉定邸                                         | 1914年 | 京都市東山区         |              | 登録有形文化財       | 現・五龍閣 |
| 清水橋                                               | 1914年 | 東京都文京区         | 現存せず     |                      | |
| 求道会館                                             | 1915年 | 東京都文京区         |              | 東京都指定有形文化財 | 真宗大谷派僧侶の近角常観が開設                                                                                             |
| 桑港博覧会日本政府館迎賓館                           | 1915年 | サンフランシスコ     |              |                      | |
| 京都商工会議所                                       | 1915年 | 京都市               |              |                      | |
| 佐久間象山先生遭難之碑                               | 1915年 | 京都市               |              |                      | |
| 岡崎公園御大典記念博覧会萬歳塔                       | 1915年 |                      |              |                      | |
| 錦帯橋・橋板張替擬宝珠の図案                         | 1915年 | 山口県岩国市         |              |                      | |
| 和楽庵（何有荘）洋館                                 | 1916年 | 京都市東山区         | 移築         |                      | 京都工芸繊維大学へ移築 |
| 兵庫県立農工銀行                                     | 1916年 | 兵庫県               |              |                      | |
| 大阪朝日新聞社                                       | 1916年 | 大阪市               |              |                      | 顧問として |
| 御大典記念京都博覧会                                 | 1916年 | 京都市               |              |                      | 大典記念京都駅前奉祝門 など                                                                                                |
| 山口県庁舎及県会議事堂                               | 1916年 | 山口県山口市         |              | 重要文化財           | 共同設計：妻木頼黄・大熊喜邦                                                                                               |
| 瀧安寺鳳凰閣                                         | 1917年 | 大阪府箕面市         |              | 登録有形文化財       | |
| 清水寺根本中堂・大講堂・本坊・客殿                   | 1917年 | 兵庫県加東市         |              | 登録有形文化財       | |
| 石山忠魂碑                                           | 1917年 | 滋賀県               |              |                      | |
| 大阪電燈株式会社心斎橋陳列場                         | 1917年 |                      |              |                      | |
| 河合橋                                               | 1918年 | 京都市左京区         |              |                      | |
| 葵橋                                                 | 1918年 | 京都市上京区・左京区 |              |                      | |
| 東本願寺前街路整備・楼門前蓮華形大噴水器             | 1918年 | 京都市               |              |                      | 図案者栖鳳 |
| 那覇市役所                                           | 1919年 | 沖縄県那覇市         | 現存せず     |                      | |
| 旧下村忠兵衛邸                                       | 1919年 | 京都市左京区         |              |                      | 現・京都白河院旧館 |
| 旧村井吉兵衛邸（山王荘）                             | 1919年 | 東京→滋賀県大津市    |              | 登録有形文化財       | 現・延暦寺大書院（1928移築）。顧問として                                                                                   |
| 名和昆虫博物館・昆虫碑                               | 1919年 | 岐阜県岐阜市         |              |                      | |
| 清水寺鐘楼                                           | 1919年 | 兵庫県加東市         |              | 登録有形文化財       | |
| 自邸                                                 | 1920年 | 京都市北区           | 離れのみ現存 |                      | |
| 清水寺山門・鐘楼                                     | 1920年 | 兵庫県               |              |                      | |
| 桑田義備邸                                           | 1920年 | 京都                 |              |                      | |
| 有礒正八幡宮青銅随神像                               | 1921年 | 富山県高岡市         |              | 高岡市指定文化財     | |
| 北村本邸                                             | 1921年 | 奈良県奈良県         |              |                      | |
| 京華社                                               | 1921年 | 京都市               |              |                      | |
| 兼松記念館                                           | 1921年 | 神戸市               |              |                      | 神戸商科大学内 |
| 山口仏教会館                                         | 1921年 | 京都市               |              |                      | |
| 勝田邸                                               | 1922年 | 神戸市               |              |                      | |
| 京都帝国大学本館・建築学教室                         | 1922年 | 京都市左京区         |              |                      | |
| 浅沼銀行                                             | 1922年 | 岐阜県大垣市         |              |                      | |
| 久原躬弦総長銅像台座                                 | 1922年 | 京都市左京区         |              |                      | |
| 鈴木文太郎医学部教授銅像台座                         | 1922年 | 京都市左京区         |              |                      | |
| 阿部伊勢守正弘公銅像台座                             | 1922年 | 広島県福山市         |              |                      | |
| 青柳邸                                               | 1922年 | 京都市               |              |                      | |
| 小川邸                                               | 1922年 | 京都市               |              |                      | |
| 東本願寺内侍所                                       | 1923年 | 京都市下京区         |              |                      | |
| 旧山口玄洞邸                                         | 1923年 | 京都市左京区         |              |                      | 現・聖ドミニコ会聖トマス学院京都修道院                                                                                     |
| 清水寺大塔                                           | 1923年 | 兵庫県               |              |                      | |
| 藤本ビルブローカー門司支店                           | 1923年 | 福岡県門司市         |              |                      | |
| 武道専門学校                                         | 1923年 | 京都市               |              |                      | |
| 桜之宮公園                                           | 1923年 | 大阪市都島区・北区   |              |                      | |
| 北村邸                                               | 1923年 | 和歌山県和歌山市     |              |                      | |
| 旧京都市医師会館                                     | 1924年 | 京都市上京区         | 現存せず     |                      | 春陽堂本社屋 顧問として |
| 春田鉄次郎邸                                         | 1924年 | 名古屋市             |              |                      | 洋館部分をレストランに使用、和館部分を一般公開                                                                             |
| 尼港遭難記念碑                                       | 1924年 | 東京市九段           |              |                      | 尼港（ソ連・ニコレエフスク）殉職者碑、武石弘三郎の彫刻は撤去、濠北方面戦没者慰霊碑に転用                                   |
| 中之島公園音楽堂                                     | 1924年 | 大阪市               |              |                      | |
| 京都銀行集会所                                       | 1924年 | 京都市               |              |                      | |
| 岐阜商工会議所                                       | 1924年 | 岐阜県岐阜市         |              |                      | |
| 旧川崎家住宅和館                                     | 1924年 | 京都市中京区         |              |                      | 現・紫織庵 |
| 京都電灯製鈴蘭型街灯                                 | 1924年 |                      |              |                      | |
| 祇園石段下通など主要通の街路灯                       | 1924年 | 京都市               |              |                      | |
| 京都帝国大学本館                                     | 1925年 | 京都市左京区         |              |                      | 現・京都大学百周年時計台記念館                                                                                             |
| 旧西尾家住宅離れ                                     | 1925年 | 大阪府吹田市         |              |                      | |
| 淀屋橋修正設計                                       | 1925年 | 大阪市北区・中央区   |              |                      | |
| 大阪工業試験所研究室                                 | 1925年 | 大阪市               |              |                      | |
| 村瀬西洋料理店                                       | 1925年 | 京都市               |              |                      | |
| 名柄尋常高等小学校講堂                               | 1925年 | 奈良県               |              |                      | |
| 光明寺根本本堂                                       | 1925年 | 兵庫県加東市         |              | 登録有形文化財       | |
| 求道学舎                                             | 1925年 | 東京                 |              |                      | |
| 加納町役場庁舎                                       | 1926年 | 岐阜県加納町         |              |                      | |
| 肥後橋                                               | 1926年 | 大阪市西区・北区     |              |                      | |
| 渡辺橋                                               | 1926年 | 大阪市北区           |              |                      | |
| 甲子園大遊園計画                                     | 1926年 | 兵庫県西宮市         |              |                      | |
| 星野邸                                               | 1926年 | 京都市               |              |                      | |
| 藤井斉成会有鄰館                                     | 1926年 | 京都市左京区         |              |                      | |
| 中田商店                                             | 1926年 | 京都市               |              |                      | |
| 電気大博覧会                                         | 1926年 | 大阪市               |              |                      | |
| 持宝院大師堂                                         | 1926年 | 兵庫県               |              |                      | |
| 田中別邸                                             | 1926年 | 京都市               |              |                      | |
| 伏見橋                                               | 1926年 | 大阪市               |              |                      | |
| 石黒ファーマシー本社ビルデイング                     | 1926年 | 石川県金沢市         |              |                      | |
| 福山市公会堂                                         | 1926年 | 広島県福山市         |              |                      | 顧問 |
| 京都市役所                                           | 1927年 | 京都市中京区         |              |                      | 東半分1927年、西半分1931年、共同設計：中野進一                                                                             |
| 奈良信託株式会社                                     | 1927年 | 奈良県奈良市         |              |                      | |
| 大平邸                                               | 1927年 | 京都市               |              |                      | |
| 阿部伯爵邸                                           | 1927年 | 東京市               |              |                      | 『武田博士作品集』リストに掲載。施工者・清水組編の『住宅建築図集 皇紀二五九五』（1935年）に「A伯爵邸 設計 清水組」とあり。 |
| 島津製作所河原町別館                                 | 1927年 | 京都市中京区         |              |                      | 現・フォーチュンガーデン京都（レストラン・結婚式場）                                                                       |
| 渡辺橋                                               | 1927年 | 大阪市               |              |                      | |
| 荻野邸                                               | 1927年 | 東京                 |              |                      | |
| 天王寺公園音楽堂                                     | 1928年 | 大阪市               |              |                      | |
| 商工省京都陶磁器試験所本館                           | 1928年 | 京都市               |              |                      | |
| 佐々木邸                                             | 1928年 | 岐阜県               |              |                      | |
| 対岳文庫（岩倉文庫）                                 | 1928年 | 京都市左京区         |              |                      | 岩倉具視関連資料の収蔵庫                                                                                                   |
| 大阪鉱業監督局                                       | 1928年 | 大阪市               |              |                      | |
| 芝山又右エ門邸増築                                   | 1928年 | 兵庫県               |              |                      | |
| 旧毎日新聞社京都支局                                 | 1928年 | 京都市中京区         |              |                      | 現・1928ビル |
| 岐阜市公会堂                                         | 1928年 | 岐阜県岐阜市         |              |                      | |
| 高野山大学図書館                                     | 1928年 | 和歌山県高野町       |              | 登録有形文化財       | |
| 三井相続会館                                         | 1928年 | 京都市               |              |                      | |
| 御大礼京都博覧会                                     | 1928年 | 京都市               |              |                      | |
| 御大礼京都市街路装飾                                 | 1928年 | 京都市               |              |                      | 顧問 |
| 平安神宮大鳥居                                       | 1928年 | 京都市               |              |                      | 設計顧問 |
| 華頂会館                                             | 1928年 | 京都市               |              |                      | |
| 京都日出新聞社                                       | 1928年 | 京都市               |              |                      | |
| 四ツ橋                                               | 1928年 | 大阪市               |              |                      | |
| 六鹿邸                                               | 1928年 | 京都市               |              |                      | |
| 春田文化集合住宅                                     | 1928年 | 名古屋市             |              |                      | |
| 高麗橋                                               | 1929年 | 大阪市               |              |                      | |
| 鉾流橋                                               | 1929年 | 大阪市               |              |                      | |
| 浪速江橋                                             | 1929年 | 大阪市               |              |                      | |
| 田蓑橋                                               | 1929年 | 大阪市               |              |                      | |
| 山代温泉共同浴場                                     | 1929年 | 石川県               |              |                      | |
| 三宅清次郎商店                                       | 1929年 | 京都市               |              |                      | |
| 永平寺大光明蔵                                       | 1929年 | 福井県               |              |                      | |
| 学士会京都支部会館                                   | 1929年 | 京都市               |              |                      | |
| 河野邸                                               | 1930年 | 兵庫県               |              |                      | |
| 福山市役所                                           | 1930年 | 広島県福山市         |              |                      | |
| 伊谷邸                                               | 1930年 | 京都市               |              |                      | |
| 高野山癸亥震災霊碑堂                                 | 1930年 | 和歌山県             |              |                      | |
| 桜宮橋（通称「銀橋」）                               | 1930年 | 大阪市北区・都島区   |              |                      | |
| 鶴見橋                                               | 1930年 | 岡山県岡山市         |              |                      | |
| 中山邸                                               | 1930年 | 兵庫県               |              |                      | |
| 旧東方文化学院京都研究所                             | 1930年 | 京都市左京区         |              |                      | 現・京都大学人文科学研究所附属漢字情報研究センター                                                                         |
| 石黒邸                                               | 1930年 | 石川県金沢市         |              |                      | |
| 山中町共営浴場                                       | 1930年 | 石川県               |              |                      | |
| 京都大学医学部旧病理学教室本館                       | 1930年 | 京都市左京区         |              |                      | |
| 賀茂大橋                                             | 1930年 | 京都市上京区・左京区 |              |                      | |
| 旧熊本大学医学部山崎博士記念図書館                   | 1931年 | 熊本県熊本市         |              |                      | 現・熊本大学医学部山崎記念館                                                                                               |
| 高知県立城東中学校                                   | 1931年 | 高知県高知市         |              |                      | 顧問 高知県立高知追手前高等学校本館                                                                                        |
| 荒木寅三郎総長台座                                   | 1931年 | 京都市左京区         |              |                      | 京都大学構内 |
| 同志社女子大学栄光館                                 | 1932年 | 京都市上京区         |              | 登録有形文化財       | |
| 春田文化集合住宅（第２期）                           | 1932年 | 名古屋市東区         |              |                      | |
| 昭和橋                                               | 1932年 | 大阪市               |              |                      | |
| 旧藤山雷太邸日本家                                   | 1932年 | 名古屋市昭和区       |              |                      | 現・龍興寺客殿 |
| 芝山又右エ門邸壽宝堂                                 | 1932年 | 兵庫県               |              |                      | |
| 京都薬学専門学校                                     | 1932年 | 京都市               |              |                      | |
| 圓教寺摩尼殿                                         | 1933年 | 兵庫県姫路市         |              |                      | |
| 大阪市高速電気軌道標識(大阪市営地下鉄シンボルマーク) | 1933年 | 大阪市               |              |                      | |
| 三朝大橋                                             | 1934年 | 鳥取県三朝町         |              | 登録有形文化財       | |
| 高野山金剛峯寺金堂及根本大塔                         | 1934年 | 和歌山県             |              |                      | |
| 日本赤十字社京都支部病院                             | 1934年 |                      |              |                      | |
| 栴檀木橋                                             | 1935年 | 大阪市               |              |                      | |
| 平野橋                                               | 1935年 | 大阪市中央区         |              |                      | |
| 沢田邸                                               | 1935年 | 神戸市               |              |                      | |
| 新大阪ホテル                                         | 1936年 |                      |              |                      | |
| 黒谷金戒光明寺大方丈併附属建物                       | 1936年 | 京都市               |              |                      | |
| 山中観光ホテル                                       | 1936年 | 石川県               |              |                      | |
| 法隆寺鵤文庫                                         | 1936年 | 奈良県               |              |                      | |
| 杉山邸                                               | 1936年 | 兵庫県               |              |                      | |
| 旧京都電燈本社屋                                     | 1937年 | 京都市下京区         |              |                      | 現・関西電力京都支店 |

## テレビ番組
- ごちそうさん（連続テレビ小説） - 武田五一をモデルにした建築学者・竹元勇蔵が登場する[12][13]。

## 参考資料
- 武田博士作品集（武田博士還暦記念事業会編･発行 昭和8年）
- 足立裕司  (1992) 世紀転換期の日本近代建築に関する研究 -武田五一と第二世代の建築家の思想と作品-
- 文京ふるさと歴史館『近代建築の好奇心 武田五一の軌跡－平成17年度特別展図録』文京区教育委員会、2005年。